# 吃睡吃
《吃睡吃》（又稱《白老師放煮假－吃睡吃》）（韓語：먹고자고먹고）是韓國是由tvN電視台與tvNAsia電視台共同製作的全球項目，通過來賓在東南亞地區旅行並蒐集食譜，同時利用當地的食物為材料烹飪，並由主廚白種元介紹當地的料理特色，讓來賓品嚐異國料理的美味。

## 各集資訊
| 集數 | 播出日期       | 前往國家與地區               | 來賓                      |
| ---- | -------------- | ---------------------------- | ------------------------- |
| 1    | 2016年9月23日  | 馬來西亞沙巴最北部的城市古達 | 溫流(SHINee)、鄭采妍(DIA) |
| 2    | 2016年9月30日  | 馬來西亞沙巴最北部的城市古達 | 溫流(SHINee)、鄭采妍(DIA) |
| 3    | 2016年10月7日  | 馬來西亞沙巴最北部的城市古達 | 溫流(SHINee)、鄭采妍(DIA) |
| 4    | 2016年11月29日 | 泰國南方城市甲米（又名喀比） | 李昇勳(WINNER)、孔昇延    |
| 5    | 2016年12月6日  | 泰國南方城市甲米（又名喀比） | 李昇勳(WINNER)、孔昇延    |
| 6    | 2016年12月13日 | 泰國南方城市甲米（又名喀比） | 李昇勳(WINNER)、孔昇延    |
| 7    | 2016年12月20日 | 新加坡島嶼聖淘沙             | 溫流(SHINee)、鄭采妍(DIA) |
| 8    | 2016年12月27日 | 新加坡島嶼聖淘沙             | 溫流(SHINee)、鄭采妍(DIA) |